# (612584) 2003 QX113
(612584) 2003 QX113, também escrito como 2003 QX113, é um objeto transnetuniano separado que foi descoberto quando estava perto de seu afélio. Ele possui uma magnitude absoluta de 4,7 e tem um diâmetro estimado com cerca de 505 quilômetros, fatos que lhe dá a possibilidade de ser considerado um candidato a planeta anão com um tamanho pequeno.

## Descoberta
(612584) 2003 QX113 foi descoberto no dia 31 de agosto de 2003.

## Órbita

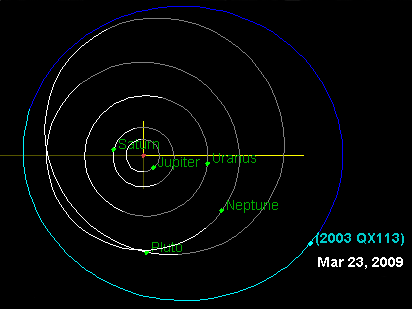
Candidato a planeta anão descoberto perto de seu afélio.

A órbita de 2003 QX113 tem uma excentricidade de 0,256 e possui um semieixo maior de 49,434 UA. O seu periélio leva o mesmo a uma distância de 36,761 UA em relação ao Sol e seu afélio a 62,107 UA.
Atualmente encontra-se a cerca de 59 UA em relação ao Sol, ele atingirá o seu afélio por volta do ano 2058. Sua última chegada ao seu periélio foi em torno do ano de 1883. Isto faz atualmente do objeto um dos grandes corpos mais distantes em relação ao Sol (59 UA), só depois de Éris e seu satélite natural Disnomia (96,7 UA), Gonggong (87 AU), Sedna (86 AU), 2012 VP113 (83 AU), 2006 QH181 (82 AU), Chiminigagua (80 AU) e 2010 GB174 (70 AU).
Foi observado 23 vezes em 6 diferentes oposições e o conhecimento de sua órbita tem um código de condição 4, (de 0 a 9, o 0 representa o código de melhor conhecimento).

## Tamanho assumido
Quando (612584) 2003 QX113 foi descoberto, estimou-se que tinha uma magnitude absoluta de 4,9 que lhe outorgava um tamanho assumido de apenas 461 km de diâmetro. Já em 2010, estimou-se que 2003 QX113 tinha um brilho em magnitude absoluta de 4,7. Assumindo um albedo genérico para os objetos transnetunianos que é de 0,09, o seu diâmetro seria cerca de 505 km.